# JAB Holding
Die JAB Holding Company sarl ist eine Holding, die Vermögenswerte von Familienmitgliedern der Unternehmerfamilie Reimann verwaltet, zu der unter anderem Mehrheitsbeteiligungen am Kosmetikhersteller Coty und dem Kaffeehersteller JDE Peets sowie zahlreiche weitere Beteiligungen gehören.
Die Holding entstand aus dem Vermögen des von Johann Adam Benckiser und Karl Ludwig Reimann gegründeten Chemieunternehmens Joh. A. Benckiser GmbH mit Sitz in Pforzheim, Ludwigshafen am Rhein und Ladenburg, dessen Reinigungsmittelsparte 1999 mit der britischen Reckitt & Coleman zu Reckitt Benckiser (seit 2021 Reckitt) fusionierte.

## Investitionsstruktur
JAB Holding Company ist per 2021 in die folgende Investitionsbereiche aufgeteilt:
- Kaffee & Getränke (Coffee & Beverages)
  - JDE Peets JDE (Jacobs, Senseo, Tassimo etc.)
  - Keurig Dr Pepper (Green Mountain Coffee, Tully’s, Van Houtte etc.)
- Systemgastronomie (Fast Casual Restaurants)
  - Panera Bread
  - Pret a Manger, Brueggers Bagels, Manhattan Bagel
- Veterinärkliniken für Haustiere (Pet care)
  - NVA[3]
- Schönheit & Luxus (Beauty & Luxury):
  - Coty (börsennotiert, Anteil von 60 %)[4]
  - Bally
- Genuss (Indulgence):
  - Krispy Kreme (Doughnuts)

Eine historische Restbeteiligung an Reckitt Benckiser (Calgon, Airwick, Durex, Veet, Scholl, Lysol, Sagrotan etc.) wurde 2019 veräußert.

## Geschichte – Von Benckiser über Reckit Benckiser zu Reckitt

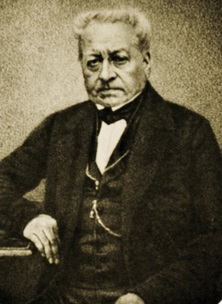
Der Firmengründer Johann Adam Benckiser um 1850

Johann Adam Benckiser übernahm 1823 eine sich in finanziellen Schwierigkeiten befindende und seit 1804 bestehende Salmiakhütte in Pforzheim, in der aus Ammoniak und Salzsäure Salmiak hergestellt wurde.
Später lernte er den Chemiker Karl Ludwig Reimann kennen, mit dem er zusammen im Jahre 1851 eine Chemiefabrik gründete.
Mitte der 1930er Jahre übernahm Albert Reimann senior, der Enkel von Karl Ludwig Reimann, die alleinige Leitung des mittelständischen Chemieunternehmens Johann A. Benckiser in Ludwigshafen.
Er und sein Sohn Albert Reimann junior waren überzeugte Nationalsozialisten. Schon zu Hitlers Machtübernahme 1933 stellte sich das damals mittelständische Unternehmen als NS-Musterbetrieb auf.
Das Chemieunternehmen Benckiser entwickelte ab 1956 Haushalts- und Industriereiniger. Die Marken Calgon (1956), Calgonit (1964), Clearasil, Sagrotan und Quanto (1966) werden entwickelt.
Anfang der 1980er-Jahre wurde das Chemieunternehmen radikal umgebaut und beschränkte sich fortan auf die Sparten Waschen, Spülen, Reinigen und Kosmetik.
Ende 1989 wurden die Sparten Benckiser Deutschland GmbH als Vertriebsgesellschaft in Ludwigshafen am Rhein und Ladenburg und Benckiser Produktions GmbH gebildet. 1992 erwarb Benckiser den Kosmetik-Hersteller Coty Inc. für 440 Millionen Dollar. Das Unternehmen wurde im Jahre 1996 in zwei Teile aufgeteilt: Benckiser für Reinigungsmittel und Coty für den Kosmetikbereich. Im Jahre 1997 ging die Benckiser an die Amsterdamer Börse. Mitte 1999 fusionierte die börsennotierte Benckiser mit dem britischen Konzern Reckitt & Colman und wurde zu Reckitt Benckiser.
JAB Holding hat seinen Anteil an Reckitt Benckiser von ursprünglich 16 % seither kontinuierlich abgebaut und damit Zukäufe in anderen Bereichen finanziert; ein Restanteil von zuletzt 0,7 % wurde 2019 verkauft. 2015 schloss Reckitt-Benckiser den Produktionsstandort in Ladenburg und verkaufte das Gelände. Im März 2021 benannte sich das Unternehmen in Reckitt um.

## Die Unterstützung Hitlers und des Nationalsozialismus durch den Gründer
Im März 2019 enthüllte die Bild am Sonntag, dass Albert Reimann senior und sein Sohn Albert Reimann junior schon lange vor der Machtübernahme begeisterte Anhänger Adolf Hitlers und der Nazipartei waren und von Zwangsarbeit profitierten, sowohl in ihrem Chemieunternehmen in Süddeutschland als auch in ihrem eigenen Haus. Die Enthüllungen regten ethische und moralische Fragen über die Unterstützung des Unternehmens durch die Verbraucher an.
Zwei Monate später enthüllten einige Familienmitglieder der Reimanns gegenüber der New York Times, dass ihre Mutter, Emilie Landecker die Tochter von Alfred Landecker war. Emilie Landecker war wie ihre Mutter katholisch getauft und die Geliebte von Albert junior. Alfred Landecker war ein jüdischer Mann, der 1942 in das Ghetto Izbica deportiert wurde. Sein endgültiges Schicksal ist nicht bekannt, obwohl viele Juden, die nach Izbica deportiert wurden, dort bis zu ihrem Transport in die Vernichtungslager Belzec und Sobibor festgehalten wurden.

## Finanzholding Johann A. Benckiser
Die Finanzholding JAB s.à.r.l. mit Sitz in Luxemburg wurde 2012 gegründet, ging aus der Johann A. Benckiser GmbH mit ihren Beteiligungen an Coty und Reckitt Benckiser hervor und wird von vier Mitgliedern der Familie Reimann –  Renate Reimann-Haas (* 1951), Wolfgang Reimann (* 1952), Stefan Reimann-Andersen (* 1963) und Matthias Reimann-Andersen (* 1965) – mit ihren zehn Kindern gehalten.
Die vier gründeten 2019 die Alfred Landecker Foundation mit Sitz in Ludwigshafen am Rhein und einem Büro in Berlin. Deren Ziel es ist, die Vergangenheit zu erforschen und Lehren daraus zu ziehen mit dem Ziel, Antisemitismus zu bekämpfen, Minderheiten zu schützen und den sozialen Zusammenhalt zu stärken und Überlebende des Holocaust und ehemalige Zwangsarbeiter bei Benckiser zu unterstützen.
Die JAB Holding speist sich heute aus drei Finanzquellen: Dem JAB Consumer Fund externer Anleger, dem Kapital der vier Reimanns sowie dem Direktinvestment reicher Familien wie Santo Domingo, Van Damme oder Peugeot.
Das Vermögen der vier Reimann-Geschwister wurde im Herbst 2012 auf etwa 11 Milliarden Euro geschätzt, laut manager magazin lag es 2017 bei geschätzten 33 Milliarden Euro. Der Familie Reimann gehören rund 95 Prozent von JAB, die restlichen Anteile liegen bei 8 Partnern; den Seniorpartnern Peter Harf und Olivier Goudet, sowie den Partnern M. Hopmann (MD), J. Creus (MD), Felix B. Schaefer (CIO), Fabien Simon (CFO), Ricardo Rittes und Jacek Szarzynski.

### Zukäufe im Bereich Genussmittel
Im Jahr 2012 erwarb JAB für eine Milliarde Dollar die kalifornische Kaffeehaus-Kette und Rösterei Peet’s Coffee & Tea und für 340 Millionen Dollar die Kaffeehaus-Kette Caribou Coffee Company. Im Juni 2013 erfolgte der Börsengang von Coty in New York; nach erfolgreichem Börsengang hält JAB heute 51 Prozent der Anteile.
2013 übernahm ein Konsortium unter Führung von JAB und Berkshire Hathaway den niederländischen Kaffee- und Teeproduktehersteller D.E Master Blenders 1753 (u. a. Douwe Egberts, Pickwick);
Im Mai 2014 gaben die zur JAB Holding gehörende Acorn Holdings und Mondelēz International bekannt, ihre jeweiligen Kaffee-Marken zu einem neuen Kaffeeunternehmen zusammenlegen zu wollen. Von D.E Master Blenders 1753 wurden unter anderem die Marken Senseo, Douwe Egberts, L'OR und Pilão eingebracht, von Mondelēz International kommen Marken wie Jacobs, Tassimo, Gevalia und Kenco. Das daraus entstandene Unternehmen heißt Jacobs Douwe Egberts (JDE) und hat seinen Sitz weiter in den Niederlanden. JDE wird mehrheitlich von der Acorn Holdings kontrolliert mit einer Minderheitsbeteiligung (27 %) von Mondelēz.
Ende 2015 übernahm JAB zusammen mit anderen Investoren für rund 12,8 Milliarden Euro den US-amerikanischen Kaffeekapsel- und Kaffeemaschinenhersteller Keurig Green Mountain.
Im Jahr 2017 übernahm JAB für 7,5 Milliarden US-Dollar die US-amerikanische Bäckereikette Panera Bread.
Anfang 2018 übernahm JAB für 10,2 Milliarden US-Dollar den US-amerikanischen Getränkegiganten Dr Pepper Snapple Group und fusionierte das Unternehmen mit Keurig Green Mountain zur Keurig Dr Pepper Inc.
Im Februar 2019 übernahm JAB für 1,8 Milliarden US-Dollar die Tierklinikenkette Compassion-First.

### Ehemalige Aktivitäten im Bereich Luxusgüter (JAB Luxury)
Im Jahre 2007 wurde von JAB die Labelux Group (seither umbenannt in JAB Luxury) als Holding für neue Akquisitionen der Luxusgüterbranche in Wien gegründet und darin durch Firmenaufkäufe neben der Londoner Schmuckdesignerfirma Solange Azagury-Partridge (2008 erworben) die Schweizer Luxus-Modemarke Bally (2008), die US-amerikanische Modemarke Derek Lam (2008), der italienische Lederwarenhersteller Zagliani (2009) und die britisch-italienische Modemarke Belstaff (2011) gebündelt.
Im Mai 2011 kam für 576 Millionen Euro der US-Schuhhersteller Jimmy Choo zum Labelux-Portfolio hinzu.
Im Jahr 2012 wurden die Marken Solange Azagury-Partridge und Derek Lam von Labelux an die jeweiligen Firmengründer zurückverkauft. Im Juni 2014 löste JAB die Labelux Group auf, sodass die zu Labelux gehörenden Marken wie Bally, Jimmy Choo oder Belstaff von da an als JAB Luxury Teil der JAB Holding waren.
Im Oktober 2014 brachte das Unternehmen seine Marke Jimmy Choo an die Londoner Börse und verkaufte sie Mitte 2017 für 1,2 Milliarden US-Dollar an Michael Kors. Im Frühjahr 2015 wurde die 1947 gegründete Marke Zagliani in das Unternehmen Bally integriert und somit faktisch aufgelöst. Ende 2017 verkaufte JAB die Modemarke Belstaff an Ineos. Eine im Februar 2018 angekündigte Übernahme von Bally durch den chinesischen Textilkonzern Shandong Ruyi, zu dem auch die Marken Cerruti und Aquascutum gehören, wurde im Frühjahr 2020 abgebrochen. Aufgrund der weltweiten COVID-19-Pandemie konnte Shandong Ruyi den Kaufpreis von 600 Millionen Dollar nicht aufbringen.